# Sociedad Española de Psicología Analítica
La Sociedad Española de Psicología Analítica (SEPA) es la sociedad junguiana española sin ánimo de lucro con sede en Barcelona responsable de la difusión y desarrollo de la psicología analítica, la única autorizada en España para impartir formación de analistas reconocidos por la International Association for Analytical Psychology (IAAP).
Su objetivo principal es llevar a cabo su labor de acuerdo con la teoría desarrollada por Carl Gustav Jung a lo largo de su extensa obra y la de los autores posjunguianos.